# Shiv Kumar Sharma

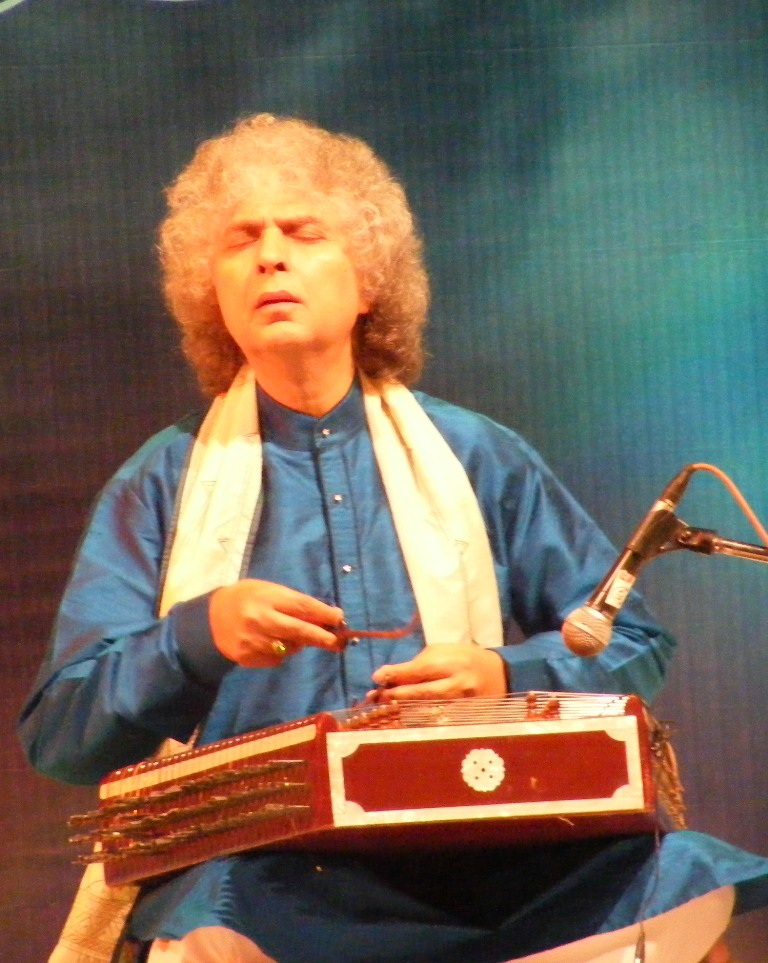
Shiv Kumar Sharma (2009)

Shiv Kumar Sharma (* 13. Januar 1938 in Jammu; † 10. Mai 2022 in Mumbai) war ein indischer Santurspieler. Er trug den Titel für anerkannte Musiker Pandit.

## Leben und Wirken
Angeleitet von seinem Vater Uma Datta Sharma lernte er zunächst Tabla, Santur und Gesang.
Nach seinem ersten größeren öffentlichen Auftritt 1955 mit der Santur konzentrierte er sich auf dieses Instrument (wenn er auch weiterhin als Tablaspieler hervortrat).
Shiv Kumar Sharma wird zugeschrieben, die kaschmirische Variante dieses Musikinstruments zu einem akzeptierten Konzertinstrument der indischen klassischen Musik gemacht zu haben.
Obwohl es ursprünglich aufgrund seiner Struktur nicht möglich war, zwischen den Tönen hin- und herzugleiten und es deshalb zum Spielen von Ragas wenig geeignet war, gelang es Sharma, dieses Instrument durch bestimmte Veränderungen
und neue Spieltechniken mit Erfolg an die indische Musik anzupassen.
George Harrison und Bob Dylan wurden zu Sharmas Fans, als 1968 sein Album Call of the Valley mit dem Flötisten Hariprasad Chaurasia und dem Gitarristen Brij Bushan Kabra erschien und die Musik Kaschmirs weltweit vorstellte. Seinen ersten Auslandsauftritt hatte er im selben Jahr in den USA mit Ravi Shankar. Danach führten ihn wiederholt Konzertreisen nach Europa und Amerika, zuletzt 2018 zum Rudolstadt-Festival. Mit Ustad Zakir Hussain trat Pandit Shiv Kumar Sharma gemeinsam auf, und sie spielten CDs ein. Außerdem entstanden Tonträger mit Vishwa Mohan Bhatt. Er trat seit Ende der 1990er Jahre mit seinem ebenfalls Santur spielenden Sohn Rahul auf.
Gemeinsam mit Chaurasia komponierte er die Filmmusik für einige Bollywood-Filme.
Ihm wurden zahlreiche Auszeichnungen zuteil, darunter ein Sangeet Natak Akademi Award (1986), der Padma Shri (1991) und der Padma Vibhushan (2001).
Shiv Kumar Sharmas Name ist zum Synonym für indische Santurmusik geworden.